# Sedm pozdějších mingských mistrů
Sedm pozdějších mingských mistrů (čínsky v českém přepisu Ming-čchao cchou čchi-c’, pchin-jinem Míngcháo hòu qīzǐ, znaky 明朝后七子) je označení pro sedm předních básníků a spisovatelů působících v druhé polovině 16. století v mingské Číně.
Sedm pozdějších mingských mistrů jsou:
- Li Pchan-lung (1514–1570);
- Wang Š’-čen (1526–1590);
- Sie Čen (1495–1575);
- Sü Čung-sing (1517–1578);
- Liang Jou-jü (1520–1556);
- Cung Čchen (1525–1560);
- Wu Kuo-lun (1529–1593).[1]

Podobně jako sedm dřívějších mingských mistrů i sedm pozdějších mistrů se snažilo obrodit poezii návratem ke klasickým vzorům minulosti. Vůdčím představitelem sedmi pozdějších mistrů byl Li Pchan-lung, který si za vzor bral básníky vrcholně tchangského období, po jeho smrti byl nejuznávanější Wang Š’-čen.